# Ivan Rajmont
Ivan Rajmont (29. července 1945 Hradec Králové – 7. prosince 2015 Praha) byl český režisér a divadelní pedagog na pražské DAMU.

## Kariéra
Po gymnáziu v Liberci zahájil studium na liberecké Vysoké škole strojní a textilní, které ale nedokončil a odešel pracovat jako pomocná síla do tamního divadla.
V roce 1971 absolvoval studium divadelní režie na pražské DAMU.

### Režijní činnost
V 70. letech působil nejprve v karlovarském divadle a poté až do roku 1986 v Činoherním studiu v Ústí nad Labem, kde na sebe upozornil inscenací hry „Jakub a jeho pán“, v níž hlavní role ztvárnili Jiří Bartoška a Karel Heřmánek. Poté působil tři roky v Divadle Na zábradlí. V prosinci 1989 byl jmenován prvním polistopadovým šéfem Činohry Národního divadla. Soubor Činohry ND vedl do roku 1997, dále pak v souboru působil jako kmenový režisér. V posledních letech života vedl činohru v libereckém Divadle F. X. Šaldy.

### Pedagogická činnost
Od roku 1987 působil na DAMU jako divadelní pedagog ve funkci odborný asistent, nejprve na katedře činoherního divadla, od roku 1996 pak na katedře alternativního a loutkového divadla.
Zemřel roku 2015 v Praze. Pohřben byl na Olšanských hřbitovech.

## Rodina
Jeho manželkou byla Kateřina Šavlíková. Jeho syny jsou Filip Rajmont, Matouš Rajmont, Jan Rajmont. Známý je jeho tchán, MUDr. Jiří Šavlík, CSc.

## Přehled divadelních angažmá
- 1971–1975 – Divadlo Vítězslava Nezvala, Karlovy Vary, režisér
- 1975–1986 – Činoherní studio, Ústí nad Labem, umělecký šéf a režisér
- 1986–1989 – Divadlo Na zábradlí, režisér
- 1989–2013 – pražské Národní divadlo, šéf činohry do roku 1997, činoherní režisér
- 2013–2015 – Divadlo F. X. Šaldy, Liberec, šéf činohry

## Divadelní režie, výběr
- 1975 Milan Kundera: Jakub a jeho pán, Činoherní studio Ústí nad Labem
- 1979 William Shakespeare: Troilus a Kressida, Činoherní studio Ústí nad Labem
- 1980 Karel Steigerwald: Dobové tance, Činoherní studio Ústí nad Labem
- 1982 A. P. Čechov: Tři sestry, Činoherní studio Ústí nad Labem
- 1988 Karel Steigerwald: Tatarská pouť, Divadlo Na zábradlí
- 1994 Carlo Goldoni: Sluha dvou pánů, Národní divadlo, Praha
- 2006 J. Havlíček, M. Velíšek, I. Rajmont: Petrolejové lampy, Klicperovo divadlo, Hradec Králové
- 2007 Tom Stoppard: Rock’n’Roll, Národní divadlo, Praha
- 2013 Ludmila Ulická: Ruská zavařenina, Komorní scéna Aréna, Ostrava